# Snorres Edda

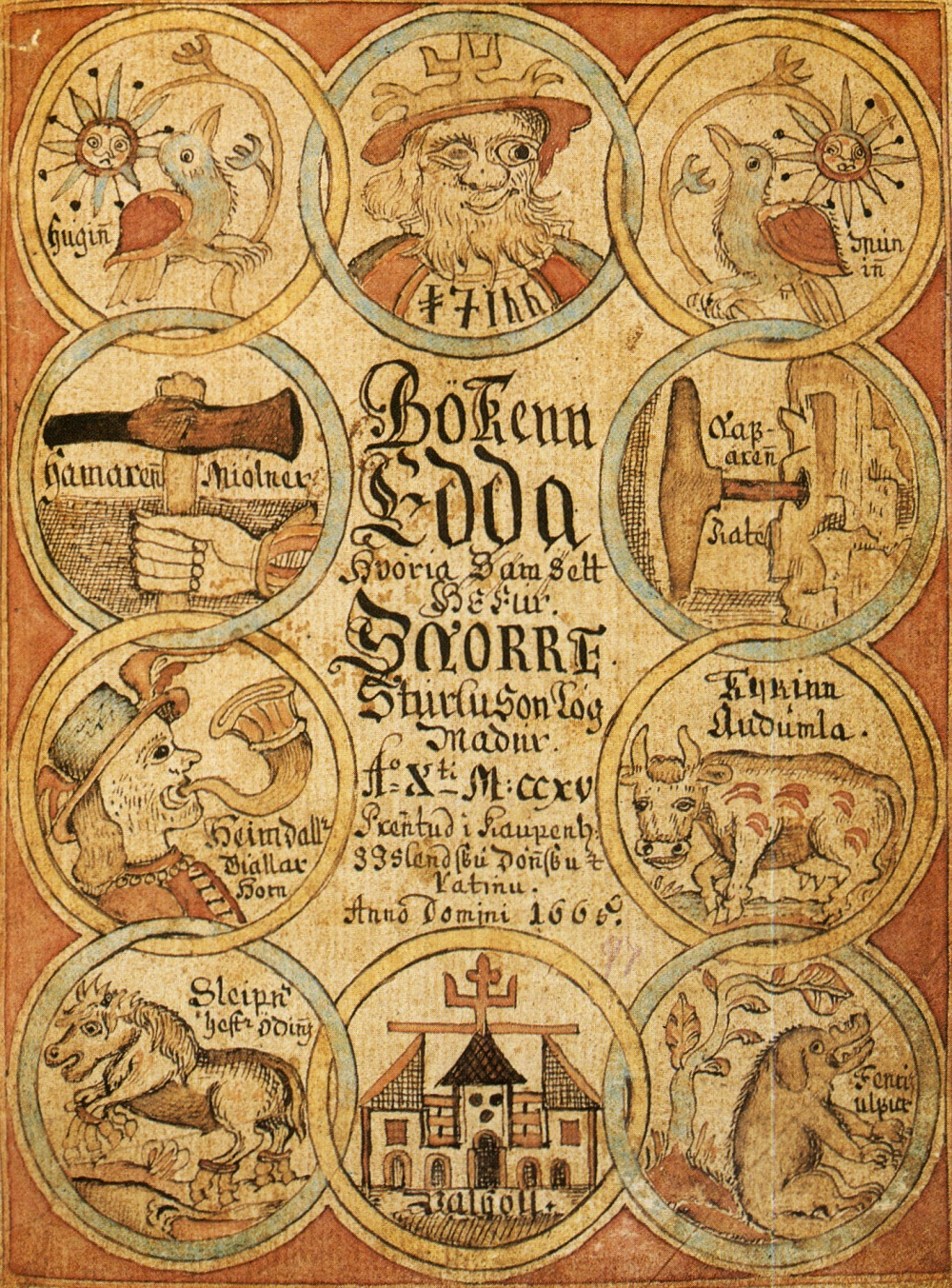
Eddans framsida från ett 1700-talsmanuskript. Oden, Sleipner, Hugin och Munin och andra gestalter från den nordiska mytologin syns på bilden.

Snorres Edda, även Den yngre Eddan och Prosaiska Eddan, är en isländsk medeltida handbok i skaldekonsten och lärobok i nordisk mytologi. Den är allmänt tillskriven författaren och politikern Snorre Sturlasson, som sannolikt sammanställde verket omkring år 1220. I Codex Upsaliensis (DG 11), som är den äldsta bevarade handskriften av Snorres Edda, står följande upplysning rörande författarskapet:
Denna bok heter Edda. Snorre Sturlasson satte samman den på så sätt som den är ordnad här: Först berättas om asarna och Ymer, därefter följer Skaldskapens språk och benämningarna på många ting och sist Verslistan, som Snorre diktade om kung Hakon och Skule jarl.
Snorres Edda består av prologus eller Prolog, en sammanfattning av nordisk kosmogoni och vissa myter rörande historierna, Gylfaginning eller Hur Gylfe blev lurad, bestående av ungefär 20 000 ord där Snorre framställer berättelsen om Gylfes synvilla, som handlar om Gylfe, en mytisk kung "i det land, som nu heter Svitjod" (Sverige), Skáldskaparmál eller Skaldskapens språk, bestående av ungefär 50 000 ord och beskrivande det enligt honom hedniska innehållet som han ansåg var viktigt för att sagoberättandets konst inte skulle dö ut, och Háttatal eller Verslistan, som består av cirka 20 000 ord och är en 102 strofer lång kungahyllning på vers som använder sig av ett nytt versmått i varje vers.

## Etymologi
Eddans etymologi är fortfarande osäker. Det finns många hypoteser och inte mycket samstämmighet. Sedan mycket lång tid har det dock varit bekant, att ordet "Edda" på fornisländska betyder "farmor"
Vissa hävdar att ordet härstammar från namnet Oddi, en stad på södra Island där Sturlasson var uppvuxen. Edda kan alltså betyda "Oddis bok". Dock anses detta antagande i allmänhet falskt. Faulkes kommenterar i sin engelska översättning av Eddan att detta var "osannolikt, både vad gäller språkvetenskap och historia" eftersom Snorre inte längre bodde hos Oddi när han komponerade sitt arbete.
En annan koppling gjordes med ordet "óðr", vilket betyder "poesi eller inspiration" på gammalnordiska. Enligt Faulkes är en sådan koppling sannolikt semantiskt korrekt, men det är osannolikt att termen "Edda" skulle ha namngetts så på 1200-talet med ordet "óðr" som enda grundval, grundat på att en sådan utveckling "hade varit tvungen att ha ske gradvis" och att "Edda" i betydelsen av "poetik" inte troligen att ha existerade i stort under preliterärperioden.
Edda kan också avse farmor, ett ord som används av Snorri själv i Skáldskaparmál. Det är med samma mening namnet på en karaktär i Rigsthula och andra medeltida texter. Den här hypotesen stöds av François-Xavier Dillmann, författare till en fransk översättning av Edda, som sa att "det verkar troligt att den här personens namn valdes som arbetets titel på grund av att det var en samling gammal kunskap"  eller, som Régis Boyer skrev, "storfadern till all helig kunskap". 
En slutlig hypotes härstammar från latinska "edo", vilket betyder "jag skriver". Det är härlett av att ordet "kredda" (med betydelsen "tro") är välanvänt under tidsperioden och kommer från latinska "credo", "jag tror". Det verkar troligt att Snorre skulle ha kunnat uppfinna ordet. Edda skulle därmed i detta fall kunna översättas som "poetisk konst". Detta är meningen som ordet sedan gavs under medeltiden.
Namnet Sæmundar Edda gavs av biskopen Brynjólfur Sveinsson till diktsamlingen i Codex Regius, varav många citeras av Snorri. Brynjólfur, tillsammans med många andra av hans tid, trodde felaktigt att de samlades in av Sæmundr Fróði (alltså före Snorres edda). Därmed är den poetiska Eddan också känd som den äldsta Eddan.

## Svenska översättningar
- Snorre Sturlesons Edda samt Skalda. Översättare: Anders Jacob Danielsson Cnattingius. Stockholm: Elméns och Granbergs Tryckeri. 1819
- Eddan. Översättare: Åke Ohlmarks. Göteborg: Zindermans. 1964
- Snorres Edda. Översättare: Björn Collinder (andra upplagan). Stockholm: Forum. 1983. ISBN 91-37-08284-1
- Snorres Edda. Översättare: Karl G. Johansson och Mats Malm (andra upplagan). Stockholm: Klassikerförlaget. 1999. ISBN 91-7102-449-2
- Snorres Edda. Översättare: Karl G. Johansson och Mats Malm. (tredje reviderade upplagan) Gråbo: Anthropos. 2015. ISBN 978-91-85722-33-4